# مرلین فریزر
مرلین فریزر (انگلیسی: Merlene Frazer؛ زادهٔ ۲۷ دسامبر ۱۹۷۳) ورزشکار دو و میدانی اهل جامائیکا است.